# Orthoscuticella innominata
Orthoscuticella innominata is een mosdiertjessoort uit de familie van de Catenicellidae. De wetenschappelijke naam van de soort is voor het eerst geldig gepubliceerd in 1989 door Gordon.